# サイバーディフェンス研究所
株式会社サイバーディフェンス研究所（サイバーディフェンスけんきゅうじょ）は、セキュリティサービスを手がける日本電気株式会社 (NEC) の子会社。
元々は伊藤忠商事の社内のセキュリティ研究所であった。

## 主なサービス
- ペネトレーションテスト
- セキュリティエンジニア養成プログラム

## 沿革
2001年1月
株式会社アイディフェンスジャパン創立
2001年8月
国内初の本格的なセキュリティ情報配信サービスを開始
2002年1月
iALERT（現CyberNotice） メールサービス開始
2003年3月
実践ハッキングセミナーの第1回講義開催
2004年2月
本格的な脆弱性診断サービスを開始
2004年4月
株式会社サイバーディフェンスに社名変更
2005年10月
伊藤忠商事内 サイバーディフェンス研究所として設立
2008年10月
株式会社サイバーディフェンス研究所設立
2013年3月1日
NECによる買収完了。NECの100％子会社となる。